# Gabriel Galán Ruiz
Gabriel Galán Ruiz (Chinchón, Comunidad de Madrid, 9 de marzo de 1869 - Zaragoza, Aragón, 25 de octubre de 1938) fue un matemático, catedrático de astronomía y escritor español, autor de numerosas obras científicas.

## Biografía
Nacido en Chinchón, obtuvo el bachillerato en el Instituto Cardenal Cisneros, fue doctor en ciencias exactas y fisioquímicas, catedrático por oposición de astronomía y geodesia en la Universidad de Zaragoza y de geometría analítica en la de Oviedo, así como autor de múltiples obras y artículos de divulgación científica. Siendo catedrático de la Escuela Superior de Magisterio participó en el primer Congreso de la Asociación Española para el Progreso de las Ciencias, celebrado en Zaragoza en 1908, y que sentó las bases definitivas para la constitución de la Sociedad Matemática Española, aportando un artículo titulado Un ábaco para el cálculo de las horas de orto y ocaso de todos los astros.
En el año 1966, el pleno del ayuntamiento de Chinchón acordó como reconocimiento poner su nombre a la calle donde vivió, antes conocida como "Calle del Espino".

## Publicaciones
Tiene publicados, entre otros, los siguientes títulos:
- Apuntes para un curso elemental de Geodesia. Madrid, 1897.
- Cálculo de las probabilidades. Madrid, 1923.
- Ejercicio teórico-experimental sobre el péndulo cónico. Zaragoza, 1926.
- Estudio analítico-geométrico de las funciones hiperbólicas, con una carta de D. Eduardo Torroja. Madrid, 1893.
- Lecciones de cosmografía y geofísica. Zaragoza. 1934.
- Nociones y ejercicios de matemáticas, aritmética, álgebra, geometría y trigonometría. Madrid, 1920.
- El Observatorio Astronómico de la Facultad de Ciencias de Zaragoza: su instalación y elementos geográficos. Zaragoza, 1930.

Tiene también escritos literarios. Con el seudónimo de «Un Angelito» es autor de un libro publicado en la colección «Charlas de toreo» titulado Lalanda, Ortega y su tiempo, editado en Zaragoza en el año 1932.